# Ika Freudenberg
Friederike «Ika» Freudenberg (Neuwied, 25 de marzo de 1858 - Múnich, 9 de enero de 1912) fue una figura destacada dentro del movimiento feminista en Baviera.

## Vida y obra
Los padres de Ika Freudenberg fueron Johann Philipp Freudenberg (1803-1890), propietario de un taller de hierro, y de Caroline Freudenberg (1817-1893), que provenía de una familia de pastores. A mediados de 1860, su padre vendió el taller y en 1866 la familia se trasladó a Wiesbaden. La familia pronto descubrió que Ika tenía talento para la música y empezó a estudiar piano en un conservatorio dirigido por el hijo mayor, Wilhelm Freudenberg, que era director de orquesta y profesor de música en Berlín.
Es probable que Freudenberg empezara a formar parte activa del movimiento feminista alrededor del 1890, junto con su compañera de vida Emmy Preusser. Ambas mujeres participaron activamente en una asociación por la educación femenina, donde conocieron a las fotógrafas y feministas Anita Augspurg y Sophia Goudstikker, de Múnich. En 1894, Freudenberg y Preusser se mudaron a Múnich, donde Freudenberg, Augspurg y Goudstikker cofundaron el primer grupo local de derechos para las mujeres: la Sociedad para la Promoción de los Intereses Intelectuales de las Mujeres («Society for Promotion of Intellectual Interests of Women», del inglés), nombre que cambió posteriormente a Asociación por los Intereses de las Mujeres («Association for Women's Interests», del inglés). Freudenberg fue elegida presidenta y ocupó este cargo hasta su muerte en 1912. Gracias los contactos de Augspurg y Goudstikker en la Bohème de Schwabing, pronto incluyeron entre sus miembros a mujeres prominentes como la escritora Gabriele Reuter. La poeta Ricarda Huch también participó en la asociación. Entre los miembros masculinos se encontraban el poeta Rainer Maria Rilke y el satírico Ernst von Wolzogen, quien en una ocasión inmortalizó a las líderes de la asociación en su sátira El tercer sexo (1899), un texto peculiar porque contiene burlas bienintencionadas y al mismo tiempo alude públicamente al hecho de que la mayoría de las figuras principales de asociaciones de este tipo fueran lesbianas. No hay evidencia de que alguna de las mujeres se sintiera gravemente ofendida por la pieza.
La Asociación por los Intereses de las Mujeres ofrecía servicio de consultoría, ayuda al acceso a puestos de trabajo mujeres trabajadoras, plataformas y apoyo a las mujeres trabajadoras que quisieran organizarse en un colectivo y gestionaba un servicio jurídico gratuito para mujeres. Este último estaba dirigido por Sophia Goudstikker, quien, aunque no era abogada, obtuvo permiso para defender sus intereses en los tribunales locales, y a menudo lo hizo con gran éxito. En 1899, la Asociación organizó la primera Conferencia de Mujeres de Baviera.
La pareja y compañera de vida de Freudenberg falleció en 1899 después de una larga enfermedad. Unos meses más tarde, Freudenberg se fue a vivir con Sophia Goudstikker, cuya relación con Anita Augspurg acababa de terminar. Hacia el final de sus vidas, a Freudenberg y Goudstikker se les consideraba pareja sentimental, ambas se permitían sus propias libertades.
En 1905, a Freudenberg le diagnosticaron cáncer de mama, del que fue operada varias veces. Continuó su trabajo hasta que sus fuerzas se agotaron, y presidió reuniones hasta noviembre de 1911. El 9 de enero de 1912 Freudenberg murió en Múnich.
Freudenberg fue una persona muy popular. Sus contemporáneos la describían como una persona divertida y apreciaban sus habilidades diplomáticas. Políticamente era liberal, pero siempre abogó por una cooperación respetuosa entre mujeres burguesas y proletarias.

## Publicaciones
- Der Bund Deutscher Frauenvereine: eine Darlegung seiner Aufgaben und Ziele und seiner bisherigen Entwickelung, nebst einer kurzgefassten Übersicht über die Thätigkeit seiner Arbeits-Kommissionen. Junto a Marie Stritt; Bund Deutscher Frauenvereine, Frankenberg (Sachsen). L. Reisel, 1900.
- Ein Wort an die weibliche Jugend. Leipzig, Verlag der Frauen-Rundschau, 1903.
- Die Frau und die Politik. Junto a Wilhelm Ohr; Nationalverein für das liberale Deutschland. Múnich, Heller 1908
- Weshalb wendet sich die Frauenbewegung an die Jugend? Leipzig, Voigtländer, 1907.
- Was die Frauenbewegung erreicht hat. Múnich: Buchhandlung National-Verein, 1910.
- Die Frau und die Kultur des öffentlichen Lebens. Leipzig, CF Amelang, 1911.
- Grundsätze und Forderungen der Frauenbewegung. Junto a Helene Lange, Anna Papritz y Elisabeth Altmann-Gottheiner. Leipzig, 1912.
- Was die Frauenbewegung erreicht hat. Múnich, Buchhandlung Nationalverein, 1912.